# 이브라힘 (수라)
꾸란의 제14장 이브라힘은 메카에서 계시된 52구절이다.
모세의 율범과 모세의 선교에 관한 내용과 메카의 이도교들을 향한 아브라함의 기도가 이 장의 핵심이다.
이 장 호칭은 아브라함은 모든 예언자들의 아버지라는 생각에서 유래했다고 전해진다.
| 이 전 알 라드 | 수라 14 (아랍어 원문) | 다 음 알 히즈르 |
| 1 2 3 4 5 6 7 8 9 10 11 12 13 14 15 16 17 18 19 20 21 22 23 24 25 26 27 28 29 30 31 32 33 34 35 36 37 38 39 40 41 42 43 44 45 46 47 48 49 50 51 52 53 54 55 56 57 58 59 60 61 62 63 64 65 66 67 68 69 70 71 72 73 74 75 76 77 78 79 80 81 82 83 84 85 86 87 88 89 90 91 92 93 94 95 96 97 98 99 100 101 102 103 104 105 106 107 108 109 110 111 112 113 114 |                       |                 |